# Гелеуза
Гелеуза (рум. Ghelăuza, Гелэуза) — село в Страшенском районе Молдавии. Является административным центром коммуны Гелеуза, включающей также село Сака.

## География
Село расположено на высоте 137 метров над уровнем моря.

## Население
По данным переписи населения 2004 года, в селе Гелэуза проживает 838 человек (410 мужчин, 428 женщин).
Этнический состав села:
| Национальность | Число жителей | Процентный состав |
| -------------- | ------------- | ----------------- |
| молдаване      | 828           | 98.81             |
| русские        | 5             | 0.6               |
| украинцы       | 3             | 0.36              |
| румыны         | 1             | 0.12              |
| прочие         | 1             | 0.12              |
| Всего          | 838           | 100%              |